# تیم دوچرخه‌سواری رومپوت–ندرلانسه لوتری
تیم دوچرخه‌سواری رومپوت–ندرلانسه لوتری (هلندی: Team Roompot–Nederlandse Loterij) یک تیم دوچرخه‌سواری در کشور هلند است.
تیم که در سال ۲۰۱۵ تأسیس شده در تورهای قاره‌ای دوچرخه‌سواری شرکت می‌کند.